# 中野道夫
中野 道夫（なかの みちお、1958年10月17日 -）は日本の鉄道技術者、鉄道実業家。京阪電気鉄道株式会社代表取締役社長。

## 人物・経歴
大阪市出身。1981年大阪市立大学工学部土木工学科卒業、京阪電気鉄道入社。技術部門で新線建設や、立体交差化、保守管理に携わった。2008年中之島高速鉄道取締役。2010年中之島高速鉄道常務取締役。2012年京阪エンジニアリングサービス（現京阪ビルテクノサービス）代表取締役社長。2013年京阪電気鉄道（現京阪ホールディングス）執行役員に昇格。2016年京阪電気鉄道常務取締役。2017年から京阪電気鉄道代表取締役社長を務め、沿線の人口減少が進む中、再開発を進めるなどした。